# 北野神社 (大田区仲六郷)
北野神社（きたのじんじゃ、正式社号は北野天神（きたのてんじん））は、東京都大田区仲六郷にある神社（天満宮）である。「落馬止め天神」「止め天神」と称されるほか、地名から仲六郷北野神社とも呼ばれる。2017年時点では六郷神社の兼務社。

## 落馬止め天神
江戸幕府第 8 代将軍徳川吉宗の乗馬が暴走した際に落馬を止めたことから、東海道を往来する武士から「落馬止め天神」と称されるに至り、この加護にあやかり将軍指南役の柳生家留守居役が近くに屋敷を構えた。農民や町民は「止め天神」とのみ呼んだという。天満宮本来の学問のみならず、災いや痛みを止め、「落ちない」ことを祈願する者の参拝を受ける。毎月 25 日を縁日とし、この日には、木馬にまたがり祈願する江戸時代から伝わる神事が執り行われている。

## 境内
本殿、神楽殿各一棟。1945年4月15日の空襲により社殿が焼失し、1684年（貞享元年）の寄進による手水石が往時を伝える。1983年（昭和58年）再興。多摩川の六郷の渡しへ導く河原橋の踏み石と、「鶴さん」、「亀さん」と名付けられた力石が残される。参道左手には、平癒塚・止め塚・學成就塚をめぐる「天神様の細道」がある。

## 交通アクセス
- 六郷土手駅より徒歩2分（経路案内）。